# 莫雷格
莫雷格是德国石勒苏益格－荷尔斯泰因州的一个市镇。总面积10.76平方公里，总人口4094人，其中男性2037人，女性2057人（2011年12月31日），人口密度380人/平方公里。